# Vicenç Capdevila
Vicenç Capdevila i Cardona, né le 28 octobre 1936 et mort le 21 mars 2020 à L'Hospitalet de Llobregat (Catalogne), est un avocat et homme politique espagnol.

## Biographie
Il est maire de L'Hospitalet de Llobregat de 1973 à 1977, député au Congrès de 1977 à 1979 pour la circonscription de Barcelone puis député au Parlement de Catalogne de 1980 à 1984 pour la circonscription de Barcelone. 
Il meurt le 21 mars 2020 du COVID-19 à l'âge de 83 ans.